# Institut suédois de météorologie et d'hydrologie
L'Institut suédois de météorologie et d'hydrologie (en suédois : Sveriges meteorologiska och hydrologiska institut – SMHI – ; en anglais : Swedish Meteorological and Hydrological Institute – SMHI –) est une agence publique suédoise, dirigée par le Ministère de l'Environnement. Elle possède des compétences en météorologie, hydrologie et océanographie.

## Histoire
Fondée le 1er janvier 1873 sous le nom Statens Meteorologiska Central Anstalt, partie autonome de l'Académie royale des sciences de Suède, les premières observations météorologiques débutèrent le 1er juillet 1874 mais ce n'est qu'en 1880, les premières prévisions sont émises. Ces derniers seront radiodiffusés à la radio de Stockholm à partir du 19 février 1924.
En 1908, le Bureau hydrographique (Hydrografiska byrån, HB) est créé. Il a pour tâche de cartographier scientifiquement les eaux douces suédoises et de collaborer avec le service météo à la prise de certaines observations météorologiques telles que les précipitations et la couverture de neige. En 1919, ls deux services fusionnent et deviennent le Statens Meteorologisk-Hydrografiska Anstalt (SMHA).
Le 1er juillet 1945, le SMHA devient finalement l’Institut suédois de météorologie et d'hydrologie (Sveriges meteorologiska och hydrologiska institut ou SMHI) prend son nom officiel. En 1971, le Riksdag décide de son transfert de Stockholm à Norrköping, ce qui se produit en 1975. En 1978, l'installation de stations automatiques pour les mesures océaniques commence et se propage graduellement aux stations terrestres.
En 1985, le Laboratoire hydrographique change de nom et devient Laboratoire océanographique, passant de l'Office national des pêches (Fiskeristyrelsen) au SHMI. Dès 1997, la recherche sur le climat est déplacé au centre Rossby du SMHI et en 2012, le Centre national de connaissances suédois sur l'adaptation au changement climatique est créé.

## Organisation

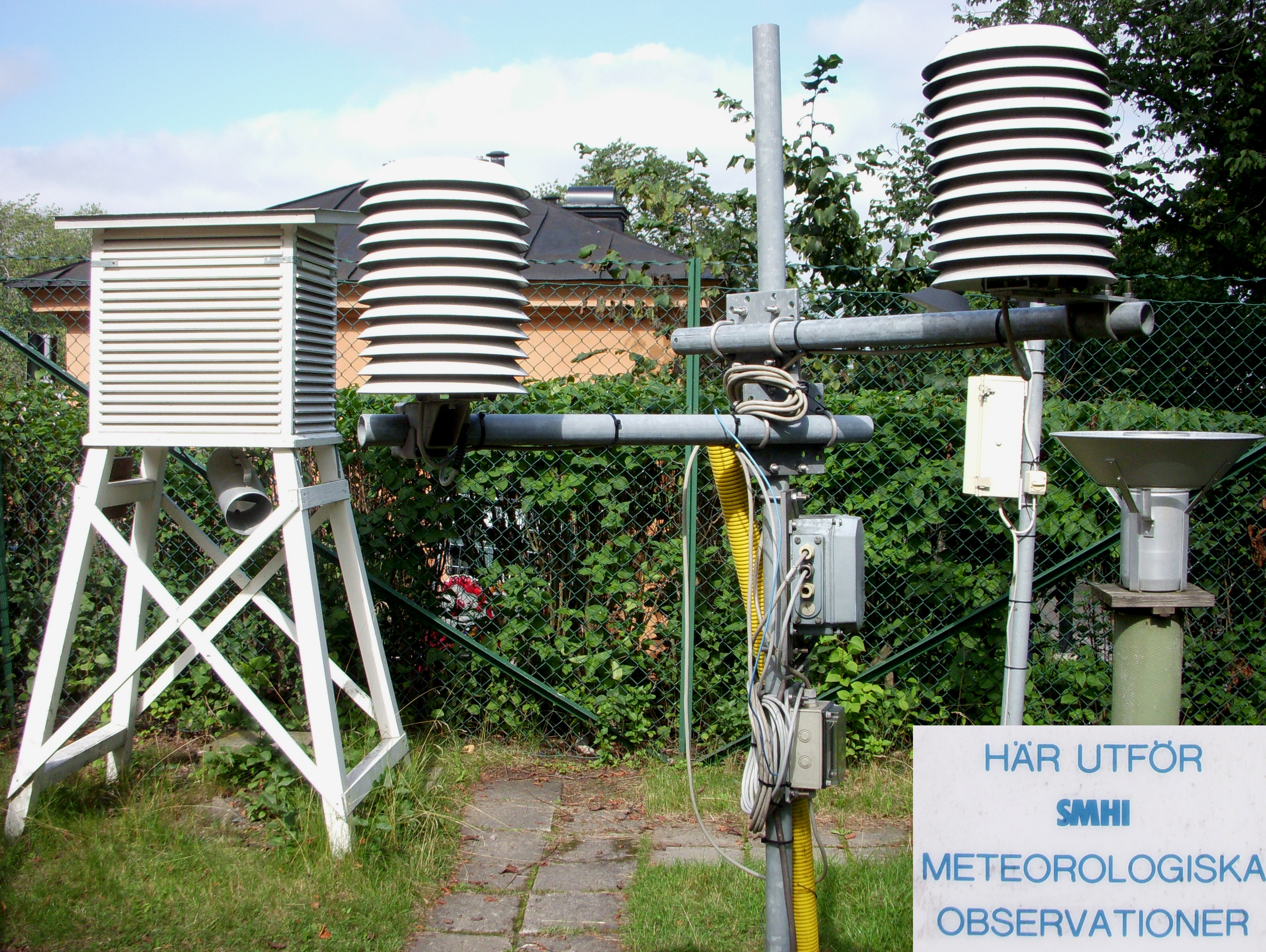
Station de surveillance de la SMHI à l'obervatoire de Stockholm

La SMHI a environ 640 employés dont une centaine de chercheurs. La SMHI a des bureaux à Stockholm, Göteborg, Upplands Väsby, Malmö et Sundsvall, en plus du quartier-général à Norrköping. Il dispose également de radars météorologiques, de stations météorologiques terrestres et maritimes dispersées à travers le pays et ses eaux adjacentes. Le service opère également plusieurs sites de lancement de ballons-sondes, de détecteurs de foudre et de réceptions des données des satellites météorologiques.
Le SMHI a un centre de calcul où il fait rouler des modèles de prévision numérique du temps qui permettent à ses météorologues de produire des prévisions météorologiques, hydrologiques et océaniques qui seront diffusées par Sveriges Radio ainsi que de la plupart des autres médias suédois.
La partie recherche est divisée en six unités :
- Prédiction et d'analyse météorologique
- Qualité de l'air
- Océanographie
- Hydrologie
- Centre Rossby (Modélisation climatique régionale et mondiale)
- Télédétection atmosphérique.

L'unité de recherche sur la qualité de l'air emploie dix chercheurs travaillant sur la modélisation de la dispersion atmosphérique.